# Escut de Canet d'Adri
L'escut oficial de Canet d'Adri té el següent blasonament:
Escut caironat: d'or, un pal vairat d'ondes d'argent i de gules acompanyat a la destra d'una creu de Sant Vicenç en forma de sautor abscís de gules i a la sinistra d'una graella de gules en pal amb el mànec a dalt. Per timbre una corona mural de poble.

## Història
Va ser aprovat el 29 de maig de 1989 i publicat al DOGC el 12 de juny del mateix any amb el número 1154.
La creu de sant Vicenç i la graella de sant Llorenç són els atributs dels sants a qui estan dedicades les dues principals esglésies romàniques del municipi. El pal central conté les armes dels bisbes de Girona, que foren els propietaris del poble.